# Телурид кадмію

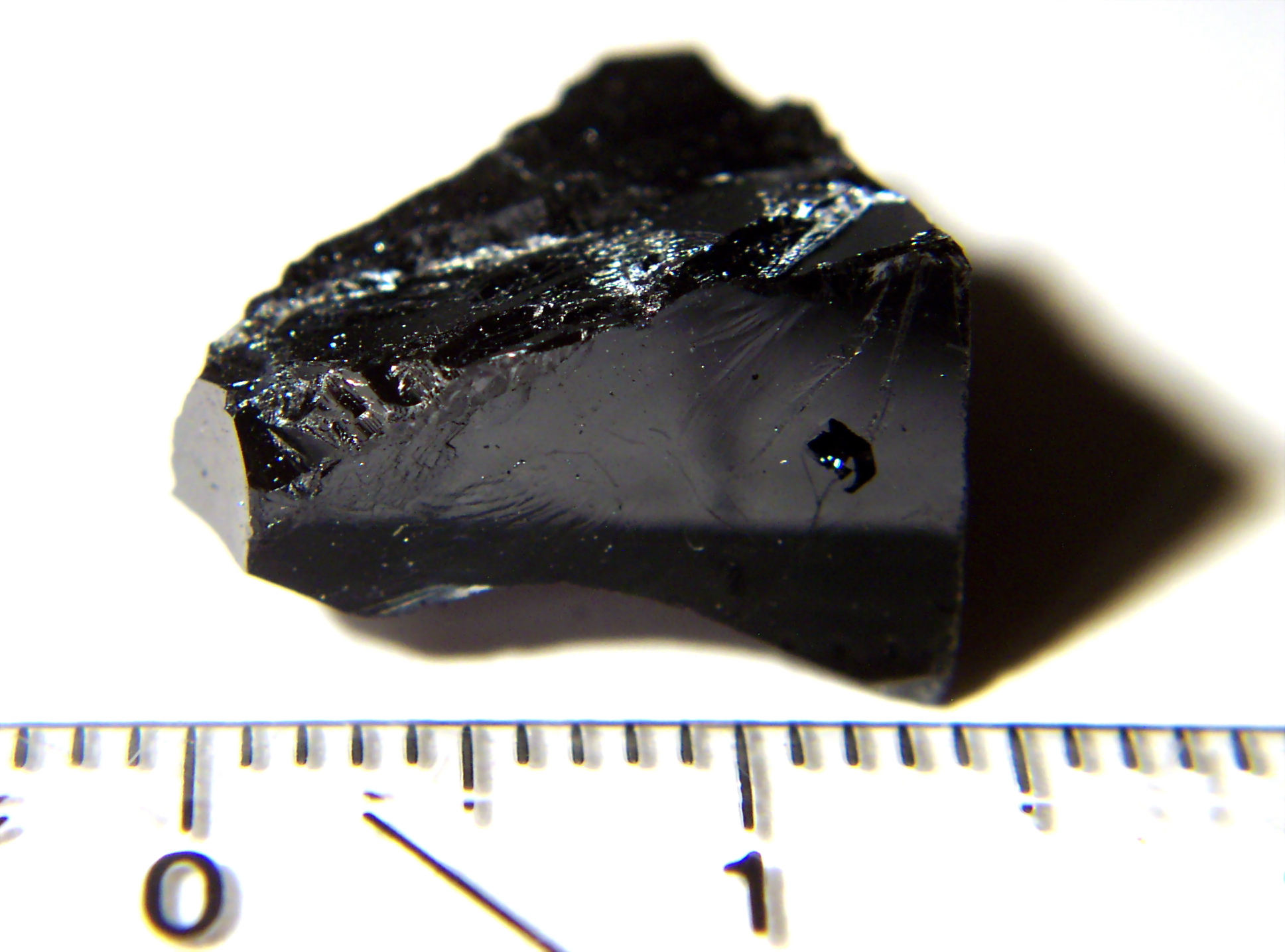

Телури́д ка́дмію (CdTe) — кристалічна речовина із кристалічною ґраткою типу цинкової обманки (ZnS). Напівпровідник. Належить до групи сполук типу AIIBVI. Використання ґрунтується на напівпровідникових властивостях речовини. Телурид кадмію в монокристалічній формі використовується для створення детекторів гамма та жорсткого рентгенівського випромінювання та як ІЧ-фільтр. Тонкі плівки CdTe використовуються для виготовлення сонячних панелей. Останнім часом зростає інтерес до квантових точок на основі CdTe.

## Кристалічна структура
Розміщення атомів — тетраедричне. Кожен атом оточений чотирма атомами іншого елемента, розташованими у вершинах правильного тетраедра. Такі тетраедри формують характерну для CdTe структуру сфалериту, хоча тонкі плівки можуть бути також і структури в'юрциту.

## Отримання
Монокристали телуриду кадмію отримуються методом Бріджмена, рухомого нагрівника та з парової фази. Існують проблеми з вирощуванням монокристалів телуриду кадмію великого об'єму та високої якості водночас. Загалом це пов'язано із достатньо високою температурою плавлення матеріалу, а також зі специфічною областю гомогенності.

## Переваги монокристалічного телуриду кадмію
Кадмій телурид за своїми фізичними характеристиками й параметрами має ряд переваг у порівнянні з елементарними напівпровідниками (Ge, Si). Це:
- велика ширина забороненої зони (∆E = 1,5 еВ);
- здатність проявляти обидва типи провідності (n-, p-);
- низька концентрація власних носіїв заряду за звичайних умов (2,0·106 см−1 при 300К);
- низький коефіцієнт поглинання світла в ІЧ-області спектра;
- висока стійкість до хімічних реагентів та вологості;
- порівняно висока рухливість носіїв заряду;
- не дуже жорсткі умови синтезу.

## Телурид кадмію в ІЧ-оптиці
Найважливішими сферами використання телуриду кадмію в 80-90-х роках була ІЧ-оптика. Зокрема, CdTe та його твердий розчин на основі ртуті, Cd1-xHgxTe широко використовувався в ІЧ фільтрах та датчиках для оборонної промисловості, зокрема в датчиках радянських ракет теплового наведення та ІЧ фар танків. Зараз тверді розчини Cd1-xHgxTe ще вживаються для виготовлення тепловізорів.
Наприклад, теплова голівка самонаведення ракети FGM-148 Javelin має інфрачервоний датчик побудований на основі чутливих елементів телуриду ртуті-кадмію (HgCdTe) та має роздільну здатність 64×64 пікселів.

## Телурид кадмію як основа детекторів жорсткого рентгенівського та гамма-випромінювання
CdTe та тверді розчини на його основі, Cd1-xZnxTe та Cd1-xMnxTe також використовуються для детектування жорстокого рентгенівського та гамма-випромінювання. У порівнянні з кремнієм чи іншими напівпровідниками детектори на основі CdTe не потребують охолодження тож на їх основі можна виготовляти портативні пристрої. 
Основними сферами де потрібні такі датчики є медицина (томографи), космічна промисловість (у 2012 році NASA запустило телескоп NuSTAR з детекторами на основі Cd1-xZnxTe), радіологія та радіохімія. 

## Телурид кадмію в фотовольтаїці
Телурид кадмію з його шириною забороненої зони має значний потенціал для використання в фотовольтаїці. Маючи значно більший коефіцієнт поглинання ніж у кремнію, а також будучи прямозонним напівпровідником, використовуються лише тонкі плівки телуриду кадмію, що суттєво зменшує вартість панелі (у порівнянні з кремнієвими). Серед матеріалів для тонкоплівкових панелей CdTe є однозначним лідером, в 2013-му році половина тонкоплівкових панелей була саме на основі CdTe. Проте останніми роками панелі на основі CdTe витісняються такими на основі CIGS. Світовий рекорд з ефективності належить компанії First Solar зі значенням ККД у 22.1%.

## Дослідження телуриду кадмію в Україні
Варто зауважити що в Україні ще в 80-і роки XX століття зародилися ряд наукових шкіл які широко досліджували телурид кадмію, в першу чергу для потреб оборонної промисловості. Основні центри вивчення телуриду кадмію базувалися в інституті фізики напівпровідників НАН України ім. В.Є. Лашкарьова, інституті проблем матеріалознавства імені І. М. Францевича НАН України, Чернівецькому національному університеті ім. Юрія Федковича, Прикарпатському національному університеті ім В. Стефаника та ін. 
Окремої уваги варті такі імена визначних дослідників CdTe:
- Товстюк К.Д. член-кореспондент АН УРСР
- Панчук О.Е.
- Фреїк Д.М., заслужений діяч науки і техніки України